# Adil-begova mešita
Adil-begova mešita (bosensky Adil-begova džamija) se nachází v bosenskohercegovském hlavním městě Sarajevu, konkrétně ve čtvrti Kobilja Glava.
Současná mešita je moderní stavba, jež vznikla mezi léty 1988–1989 na místě původní, ale již nevyhovující staré modlitebny, masdžídu, bez vlastního minaretu. Během války (1992–1995) budova utrpěla značná poškození, do základů pak byla zničena při srbském odstřelování 31. srpna 1992. Kvůli své poloze na vyvýšenině se stala nechtěným symbolem vzdoru proti srbskému obležení Sarajeva. Obnova svatostánku byla zahájena roku 1996, slavnostní znovuotevření se pak odehrálo 6. června roku 1999. Opravu mešity z větší části financoval bosňácký politik a filantrop Adil-beg Zulfikarpašić, po němž svatostánek získal i své nové pojmenování.